# Ерік Гансен (яхтсмен)
Ерік Гансен (дан. Erik Hansen, 4 червня 1945) — данський яхтсмен.
Олімпійський чемпіон 1976 (клас Солінґ), 1980 (клас Солінґ) років.